# 30769 Kaydash
30769 Kaydash è un asteroide della fascia principale. Scoperto nel 1984, presenta un'orbita caratterizzata da un semiasse maggiore pari a 2,2223103 au e da un'eccentricità di 0,2066043, inclinata di 6,53370° rispetto all'eclittica.